# Ilmin Dvor
Ilmin Dvor falu Horvátországban Verőce-Drávamente megyében. Közigazgatásilag Szagyolcához tartozik.

## Fekvése
Verőcétől légvonalban 40, közúton 49 km-re délkeletre, községközpontjától 4 km-re északkeletre, Nyugat-Szlavóniában, a Drávamenti-síkságon, a Szalatnokot Eszékkel összekötő 34-es számú főút mentén, Szagyolca és Monoszló között, a magyar határ mellett fekszik.

## Története
A 19. század második felében mezőgazdasági majorként keletkezett Szagyolca keleti határrészén, a Monoszlóra vezető út mentén. A szalatnoki uradalom része volt. Lakosságát a Dráván túlról betelepített magyar, német és horvát családok alkották. 1880-ban 44, 1910-ben 199 lakosa volt. 1910-ben a népszámlálás adatai szerint lakosságának 80%-a magyar, 15%-a horvát, 4%-a német anyanyelvű volt. Verőce vármegye Szalatnoki járásának része volt. Az első világháború után 1918-ban az új szerb-horvát-szlovén állam, majd később (1929-ben) Jugoszlávia része lett. A második világháború idején a magyar és német lakosságot elűzték, helyükre a háború után főként szerbek települtek. Az 1960-as évektől fogva a fiatalok elvándorlása miatt a lakosság száma folyamatosan csökken. Ma már csak töredéke a háború utáni népességnek. 1991-ben lakosságának 48%-a szerb, 35%-a horvát nemzetiségű volt. 2011-ben 53 lakosa volt.

## Lakossága
| Lakosság változása | Lakosság változása | Lakosság változása | Lakosság változása | Lakosság változása | Lakosság változása | Lakosság változása | Lakosság változása | Lakosság változása | Lakosság változása | Lakosság változása | Lakosság változása | Lakosság változása | Lakosság változása | Lakosság változása | Lakosság változása |
| ------------------ | ------------------ | ------------------ | ------------------ | ------------------ | ------------------ | ------------------ | ------------------ | ------------------ | ------------------ | ------------------ | ------------------ | ------------------ | ------------------ | ------------------ | ------------------ |
| 1857               | 1869               | 1880               | 1890               | 1900               | 1910               | 1921               | 1931               | 1948               | 1953               | 1961               | 1971               | 1981               | 1991               | 2001               | 2011               |
| 0                  | 0                  | 44                 | 36                 | 66                 | 199                | 173                | 243                | 450                | 481                | 419                | 223                | 160                | 144                | 96                 | 53                 |

(1910-től településrészként, 1948-tól önálló településként.)

## Oktatás
A településen a szagyolcai elemi iskola alsó tagozatos területi iskolája működik. Az épületet 2009-ben újították fel.